# Stressleukogramm
Als Stressleukogramm bezeichnet man die typischen Veränderungen des Differentialblutbildes bei Stress und akuten Erkrankungen. Es wird durch hohe Cortisolspiegel ausgelöst und ist daher auch für ein Cushing-Syndrom typisch, allerdings nicht spezifisch. Ein Stressleukogramm ist durch einen Anstieg der neutrophilen Granulozyten im Blut (Neutrophilie), eine Abnahme der Lymphozyten (Lymphopenie) und der Eosinophilen (Eosinopenie) sowie häufig auch durch einen Anstieg der Monozyten (Monozytose) gekennzeichnet.
Die Neutrophilie wird durch eine vermehrte Freisetzung reifer Granulozyten aus dem Knochenmark, eventuell auch durch die Wanderung von Granulozyten aus der Peripherie in den Blutkreislauf und durch eine reduzierte Wanderung aus dem Blutkreislauf in die Peripherie ausgelöst. Die Lymphopenie kommt durch eine Umverteilung der Lymphozyten im zirkulierenden Blut, eventuell auch durch eine Lyse der Lymphozyten zustande. Die Eosinopenie wird durch eine steroidabhängige Einlagerung der Eosinophilen in das Knochenmark und andere Gewebe verursacht. Auch bei der Monozytose wird eine Umverteilung der Monozyten von der Peripherie in das zirkulierende Blut als Ursache angenommen.